# Стамболийски (община)
Стамболийски (болг. Община Стамболийски) — община в Болгарии. Входит в состав Пловдивской области. Население составляет 20 123 человека (на 15 декабря 2010 года).
Кмет (мэр) общины Стамболийски — Иван Илиев Атанасов Земледельческий народный союз (ЗНС)) по результатам выборов в правление общины.

## Состав общины
В состав общины входят следующие населённые пункты:
1. Йоаким-Груево
2. Куртово-Конаре
3. Ново-Село
4. Стамболийски
5. Триводици